# Oliver Obradovic
Oliver Obradovic (* 8. Mai 1986) ist ein österreichischer Boxtrainer und ehemaliger Amateurboxer. In der Elite-Klasse (Erwachsene) wurde er unter anderem achtfacher Tiroler Landesmeister und vierfacher Österreichischer Meister. Zudem ist er Bronzemedaillengewinner der Militärweltmeisterschaft 2006. 

## Boxkarriere
Obradovic boxte in der Rechtsauslage beim Boxclub Unterberger in Wörgl und galt zwischen 2000 und 2008 als einer der besten Amateurboxer Österreichs. Er wurde 2000 und 2001 Österreichischer Jugendmeister, 2002 sowie 2003 Österreichischer Juniorenmeister und 2004 Österreichischer Meister im Mittelgewicht, wo er darüber hinaus zum kämpferisch besten Boxer der Meisterschaft gewählt wurde. Ebenfalls 2004 gewann er auch noch das 13. Internationale Chemnitzer Boxturnier im Mittelgewicht, wo er ebenfalls zum Boxer mit der besten kämpferischen Leistung des Turniers gewählt wurde. Im Juli 2005 nahm er beim 14. Internationalen Chemnitzer Boxturnier teil und erreichte das Halbfinale, wo er dem Tschechen Peter Nowotny knapp nach Punkten unterlag. Aufgrund einer Schulterverletzung mit anschließender Operation konnte er im November 2005 nicht bei den Österreichischen Meisterschaften teilnehmen.
2006 wurde er erneut Österreichischer Meister im Mittelgewicht, wobei er wieder zum besten Boxer der Meisterschaft gewählt wurde. Als Heeressportler war er auch für die im September 2006 stattfindenden, 50. Militär-Weltmeisterschaften im deutschen Warendorf qualifiziert, wo er eine Bronzemedaille im Mittelgewicht gewann. Er besiegte dabei Lawrence Mbangiwa aus Botswana (K. o. 2. Runde) und Zekeriye Uzun aus der Türkei (48:27 nach Punkten), ehe er dem späteren Goldmedaillengewinner und Vizeweltmeister von 2009, Elshod Rasulov aus Usbekistan, unterlag. Nach seiner Rückkehr wurde er zum österreichischen Boxer des Jahres gewählt. 
2007 wurde er erneut Österreichischer Meister im Mittelgewicht und erneut zum besten Boxer der Meisterschaften gewählt. Zudem gewann er das Julius Torma Boxturnier in Tschechien, worauf er erneut zum Boxer des Jahres ernannt wurde. Seine erste Niederlage auf österreichischem Boden erlitt er im März 2007 bei einem Ländervergleichskampf gegen die Niederlande, als er gegen Peter Müllenberg aus Amsterdam nach Punkten verlor. Diese Entscheidung war keineswegs unumstritten, viele Zuschauer hatten den Tiroler als Sieger gesehen, zudem kamen zwei der drei Punktrichter aus den Niederlanden. Im September 2007 gewann er den Nitra Grand Prix in der Slowakei, wobei er im Halbfinale Ján Onda und im Finale Jan Sόjka bezwang.
Im Oktober 2007 nahm er bei der 14. Weltmeisterschaft in Chicago teil, dem mit 693 Athleten größten AIBA-Event aller Zeiten. Dort siegte er in seinem ersten Kampf mit 23:3 nach Punkten gegen den Slowenen Primož Fekonja. Dies war zugleich sein 90. Sieg im 100. Amateurkampf. Doch schon in seinem zweiten Duell unterlag er dem Ukrainer und späteren Bronzemedaillengewinner Serhij Derewjantschenko.
2008 wurde er wieder Österreichischer Meister im Mittelgewicht und gewann das 17. Internationale Chemnitzer Boxturnier, wo er auch wieder zum besten Kämpfer des Turniers gewählt wurde. Er hatte dabei den Russen Iwan Klimaschkin und im Finale nun auch Peter Müllenberg geschlagen. Im Februar und April nahm er an den europäischen Qualifikationsturnieren in Pescara und Athen teil, um einen Startplatz für die Olympischen Sommerspiele in Peking zu erkämpfen. Er besiegte zwar Glodi Eneste aus Norwegen (29:15) und Wladimir Milewskij aus Litauen (18:4), unterlag jedoch Naim Terbunja aus Schweden (11:33) und Zoran Mitrović aus Serbien (12:23). Im Juni startete er bei den EU-Meisterschaften in Polen, verlor jedoch im Viertelfinale gegen den späteren Olympiasieger James DeGale.
Im September 2008 gewann er den Nationencup Wiener Neustadt, einen Monat später auch den Dolomitencup Lienz, wo er wieder zum besten Boxer gewählt wurde. Bei den Europameisterschaften im November 2008 in Liverpool unterlag er im Achtelfinale gegen Ronald Gavril aus Rumänien.
Obradovic erhielt mehrere Profiangebote, blieb jedoch im Amateurbereich. 2009 war ein verletzungsbedingt weniger glückliches Jahr: Im Februar erlitt er einen Verrenkungsbruch des Daumens und verletzte sich im März erneut am Daumen, weshalb er nicht bei den Österreichischen Meisterschaften antreten konnte. Im Juni nahm er wieder beim 18. Internationalen Chemnitzer Boxturnier teil, wo er gegen den Deutschen Robert Woge seine erste vorzeitige Niederlage erlitt und auf dem dritten Platz landete. Im September startete er als einziger Österreicher bei der Weltmeisterschaft in Mailand, schied aber bereits in der Vorrunde aus, nachdem er dem Russen Artjom Tschebotarjow nach Punkten unterlag.
Bei den Österreichischen Meisterschaften 2010 startete er im Halbschwergewicht und unterlag dabei im Halbfinale dem Vorarlberger Mikael Gagiew. Im Dezember 2010 wurde er für seine bisherigen Leistungen als erster Boxer überhaupt mit der Goldenen Ehrennadel des Österreichischen Boxverbandes ausgezeichnet.
Bei den Österreichischen Meisterschaften 2011 erreichte er den Österreichischen Vizemeistertitel im Halbschwergewicht. Er scheiterte im Finale erneut an Mikael Gagiew. Zu seinen weiteren nationalen Erfolgen gehören der 8-fache Gewinn der Tiroler Landesmeisterschaften in der Elite-Klasse (2005, 2006, 2007 und 2008 im Mittelgewicht, 2004, 2009, 2010 und 2011 im Halbschwergewicht). 
Nach rund 180 Amateurkämpfen beendete er Ende des Jahres 2011 im Alter von 25 Jahren seine aktive Karriere.

## Trainertätigkeit
Nach Ablegung der staatlichen Lehrwarteprüfung übernahm er im Januar 2012 eine Trainerstelle beim Boxclub Unterberger und wird voraussichtlich nach Ablegung der staatlichen Trainerprüfung die Chef-Trainerstelle im Box-Leistungszentrum West übernehmen sowie die Aufgabe als Verbandstrainer des Tiroler Boxverbandes. Im Mai 2012 absolvierte er in der Steiermark den vierteiligen Trainerspezialkurs mit gutem Erfolg.
2012 trainierte er als Chefcoach in Ischgl drei Tage lang Micaela Schäfer für das ProSieben-Promiboxen.